# Neoperla uruguayana
Neoperla uruguayana és una espècie d'insecte plecòpter pertanyent a la família dels pèrlids.